# CHAOS;CHILD
『CHAOS;CHILD』(카오스차일드)는 5pb에서 2014년 12월 18일에 발매한 Xbox One 전용 게임 소프트웨어이다. 공식 약어는"카오챠"(カオチャ)이다.
2015년 6월 25일에 플레이스테이션4/플레이스테이션3/플레이스테이션 비타 전용 게임 소프트웨어의 3 기종으로 발매되었다. 같은 해 3월 31일 부터 플레이스테이션 스토어에 무료 체험판 『CHAOS;CHILD 404 not found』가 배포되고 있다.
2015년 12월 29일에서 윈도우 버전의 발표가 결정되었고, 애니메이션화가 진행중에 있는 것이 발표되었다. Windows 버전은 2016년 4월 28일에 발표되었다.
2017년 1월 31일에 첫 스마트폰용의 iOS 버전 『CHAOS;CHILD』를 배포하기 시작했다.
2017년 3 월 30일 에는 2010년 Xbox360 버전과 2011년 PSP 버전으로 출시 된 이전 작품 팬 디스크『CHAOS;HEAD らぶChu☆Chu!』 의 속편인 『CHAOS;CHILD らぶchu☆chu!!』 발표될 예정이다. 지원되는 기종은 PlayStation4와 PlayStation Vita로 ,CERO 등급은 틀:CERO-DD (17 세 이상)

## 평가
| 평가                                                                                   |        |
| -------------------------------------------------------------------------------------- | ------ |
| 통합 점수 통합사 점수 메타크리틱 76/100 [ 1 ] 평론 점수 평론사 점수 패미츠 31/40 [ 2 ] |        |
| 통합 점수                                                                              |        |
| 통합사                                                                                 | 점수   |
| 메타크리틱                                                                             | 76/100 |
| 평론 점수                                                                              |        |
| 평론사                                                                                 | 점수   |
| 패미츠                                                                                 | 31/40  |